# Il grande Abarasse
Il grande Abarasse è il secondo album in studio del cantautore italiano John De Leo, pubblicato il 7 ottobre 2014 dalla Carosello Records.

## Descrizione
Uscito a sette anni di distanza dal precedente Vago svanendo, l'album si compone di dieci brani che spaziano dalla musica classica a quella elettronica, sebbene lo stesso De Leo lo ha definito «un disco decisamente più pop del precedente se si può ancora usare questa parola; per il resto...ho voluto esagerare». L'edizione CD contiene anche sei tracce fantasma senza titolo e registrate con la partecipazione dell'Orchestra Filarmonica del Comunale di Bologna, la quale appare anche nei brani La mazurka del misantropo e Io non ha senso.
Il 18 marzo 2016 l'album è stato pubblicato per la prima volta anche in formato vinile, la cui lista tracce presente anche versioni alternative e bonus track.

## Tracce
Testi di Massimo De Leonardis, musiche di Massimo De Leonardis e Fabrizio Tarroni, eccetto dove indicato.

### CD
1. Intro: è già finita?/Il cantante muto – 3:02
2. Il gatto persiano (Theme) – 3:43 (musica: Massimo De Leonardis, Silvia Valtieri)
3. La mazurka del misantropo – 3:41
4. Io non ha senso – 4:33 (musica: Massimo De Leonardis, Silvia Valtieri)
5. Primo moto ventoso – 2:32 (musica: Massimo De Leonardis, Dario Giovannini)
6. Apocalissi mantra blues – 3:26
7. 50 euro (trappo_lounge) – 3:43 (musica: Massimo De Leonardis, Fabrizio Tarroni, Dario Giovannini)
8. The Other Side of a Shadow – 5:07 (testo: Joseph Conrad – musica: Massimo De Leonardis, Dario Giovannini, Uri Caine)
9. Di noi uno (Bond of Union) – 4:15 (musica: Massimo De Leonardis, Christian Ravaglioli)
10. Muto (come un pesce rosso) – 19:26 – contiene una traccia fantasma senza titolo
11. senza titolo – 2:36 – traccia fantasma
12. senza titolo – 4:03 – traccia fantasma
13. senza titolo – 10:03 – traccia fantasma
14. senza titolo – 5:13 – traccia fantasma
15. senza titolo – 2:13 – traccia fantasma
16. senza titolo – 0:32 – traccia fantasma

### LP
Lato A
1. È già finita?/Muto (Alternate Version) – 5:11
2. Il gatto persiano (Theme) – 3:43 (musica: Massimo De Leonardis, Silvia Valtieri)
3. La mazurka del misantropo – 3:44
4. Io non ha senso (Alternate Short Version) – 3:44 (musica: Massimo De Leonardis, Silvia Valtieri)
5. Primo moto ventoso – 2:32 (musica: Massimo De Leonardis, Dario Giovannini)
6. Muto (grande boom) (Alternate Short Version) – 1:06

Lato B
1. Apocalissi mantra blues – 3:27
2. 50 euro (trappo_lounge) – 3:43 (musica: Massimo De Leonardis, Fabrizio Tarroni, Dario Giovannini)
3. The Other Side of a Shadow (Alternate Ending) – 5:40 (testo: Joseph Conrad – musica: Massimo De Leonardis, Dario Giovannini, Uri Caine)
4. Di noi una (Two Voice Version) – 3:53 (musica: Massimo De Leonardis, Christian Ravaglioli)
5. White Nigger (Bonus Track) – 3:57 (Massimo De Leonardis, Silvia Valtieri)

## Formazione
Crediti tratti dall'edizione CD.
Musicisti
- John De Leo – voce (eccetto traccia 5), field recording (traccia 1), arrangiamento, cori e batteria giocattolo (traccia 6), vocal drum (tracce 7 e 10), vocal tabla (traccia 7), timpani (traccia 9), karaoke giocattolo e laringofono (traccia 10)
- Fabrizio Tarroni – chitarra acustica (traccia 1), arrangiamento (tracce 1, 3, 6, 7 e 10), chitarra semiacustica (tracce 3, 4, 6, 7, 9 e 10), sitar (traccia 7)
- Franco Beat – manipolazione del suono (traccia 1)
- Silvia Valtieri – voce recitante e vibrafono (traccia 2), arrangiamento (tracce 1 e 4), pianoforte (traccia 5)
- Dario Giovannini – fisarmonica (traccia 3), chitarra elettrica (tracce 4, 7, 9 e 10), arrangiamento (traccia 5)
- Beppe Scardino – clarinetto basso (tracce 3, 4 e 10), sassofono baritono (tracce 6, 7 e 10)
- Piero Bittolo Bon – clarinetto basso (tracce 3, 4 e 10), sassofono baritono (tracce 6, 7 e 10)
- Dimitri Sillato – violino (tracce 3-6, 10), monotron (traccia 10)
- Valeria Sturba – violino (tracce 3, 4, 6 e 10), violino elettrico (traccia 4 e 10), theremin (traccia 5), voce recitante (traccia 10)
- Nicoletta Bassetti – viola (tracce 3-5)
- Fabio Gaddoni – violoncello (tracce 3-6, 10), contrabbasso (traccia 6)
- Orchestra Filarmonica del Comunale di Bologna – strumenti ad arco (tracce 3, 4, 11-16)
- Uri Caine – pianoforte (traccia 8)
- Stefano Sasso – sound design e arrangiamento (traccia 8)
- Christian Ravaglioli – pianoforte preparato e arrangiamento (traccia 9)
- Javier Andrian Gonzalez – fagotto (traccia 9)

Produzione
- John De Leo – produzione artistica
- Fabrizio Tarroni – coordinamento alla produzione artistica, ingegneria del suono (traccia 1, 3, 6, 7 e 10), missaggio (traccia 1, 3-7, 9-10)
- Adele Di Palam, Monia Mosconi – produzione esecutiva
- Silvia Colangeli – coordinamento alla produzione esecutiva
- Marco Pirini, Marco Mattei – ingegneria del suono e missaggio (traccia 2)
- Max Gardini, Franco Russo – ingegneria del suono per la registrazione dell'orchestra (tracce 3 e 4)
- Loris Ceroni – ingegneria del suono (traccia 4)
- Franco Naddei – ingegneria del suono (traccia 5)
- Stefano Sasso – ingegneria del suono (traccia 8)
- Andrea Lambertucci – ingegneria del suono per la registrazione del pianoforte (traccia 8)
- Andrea Scardovi, Ivano Giovedì – ingegneria del suono (traccia 9)
- Giovanni Versari – mastering

## Classifiche
| Classifica (2014) | Posizione massima |
| ----------------- | ----------------- |
| Italia            | 47                |